# Höchsterwünschtes Freudenfest
Höchsterwünschtes Freud Fest (Jour de joie tant attendu), (BWV 194), est une cantate religieuse de Johann Sebastian Bach.
Elle est issue d'une cantate destinée à une cour princière datant de Köthen, référencée BWV 194a, L’œuvre a été composée à Leipzig en 1723 pour l'inauguration de l'orgue paroissial de Störmthal. Bach était en effet expert en cet instrument et on recourait souvent à son analyse pour valider une construction ou une remise à niveau. Il se rendit donc le mardi 2 novembre 1723, à pied, Störmthal n'est qu'à 12 km de Leipzig, avec ses chanteurs et musiciens pour y jouer cette cantate d'inauguration. La cantate a été jouée à nouveau à Leipzig les 4 juin 1724, pour la fête de la Trinité, le 16 juin 1726, toujours pour la Trinité mais dans une version allégée et enfin le 20 mai 1731 dans une version remaniée et considérée comme définitive.
Le texte des 1e et 2e mouvements est de Paul Gerhardt et celui du 6e mouvement est de Johann Heermann. Le reste est d'auteur inconnu.
Le thème choral est basé sur les psaumes « Freu dich sehr, o meine Seele » et « Nun laßt uns Gott dem Herren ». Le premier psaume est de Loys Bourgeois pour son hymne « Ainsi que la biche rée » dans la collection des Pseaumes octante trios de David à Genève, 1551, lequel est basé sur le chant profane « Ne l'oseray je dire » du manuscrit de Bayeux (1510 environ). La mélodie du second psaume est de Nikolaus Selnecker et fut d'abord imprimée dans le Christliche Psalmen Lieder und Kirchengesenge à Leipzig en 1587.

## Structure et instrumentation
La pièce est écrite pour trois hautbois, basson, deux violons, alto, basse continue, deux solistes vocaux (soprano, ténor) et chœur à quatre voix.
Il y a douze mouvements :
1. chœur : Hochsterwunschtes Freundenfest
2. récitatif (basse) : Unendlich grosser Gott, ach wende dich zu uns
3. aria (basse) : Etait-Höchst des Glanz erfullt
4. récitatif (soprano) : Wie könnte dir, vous Höchst Angesicht
5. aria (soprano) : Hilf, Gott, das es uns gelingt
6. chœur : Heilger Geist ins Himmels Throne
7. récitatif (ténor) : Ihr Heiligen, erfreuet euch
8. aria (ténor) : Des Hochsten Gegenwart allen
9. récitatif (soprano, basse) : Kann wohl ein Mensch zu Gott
10. duo (soprano, basse) : O wie wohl ist uns gescheh'n
11. récitatif (basse) : Wohlan demnach, du heilige Gemeine
12. chœur : Sprich Ja zu meinen Taten